# 元稲荷古墳
元稲荷古墳（もといなりこふん）は、京都府向日市向日町北山にある古墳。向日丘陵古墳群を構成する古墳の1つ。国の史跡に指定されている（史跡「乙訓古墳群」のうち）。

## 概要
| 代 | 古墳名       | 形状       | 規模        |
| -- | ------------ | ---------- | ----------- |
| 1  | 五塚原古墳   | 前方後円墳 | 墳丘長91.2m |
| 2  | 元稲荷古墳   | 前方後方墳 | 墳丘長94m   |
| 3  | 寺戸大塚古墳 | 前方後円墳 | 墳丘長95m   |
| 4  | 妙見山古墳   | 前方後円墳 | 墳丘長114m  |
| 5  | 伝高畠陵古墳 | 円墳       | 直径65m     |

京都盆地南西縁、桂川右岸の向日丘陵の最南端に築造された大型前方後方墳である。古墳域は向日神社境内に接し、「元稲荷」の古墳名はかつて後方部墳頂に稲荷社が鎮座したことに由来する。向日丘陵では元稲荷古墳のほかにも大型前方後円墳数基が分布し、これらは「向日丘陵古墳群」と総称される。本古墳はこれまで、江戸時代に大規模な盗掘に遭っているほか、1960年（昭和35年）からは計10次の発掘調査が実施されている。
墳形は前方後方形で、南北方向を主軸として前方部を南方向に向ける。墳丘は後方部が3段築成、前方部が2段築成。墳丘外表では葺石が認められるが、埴輪列はなく古い様相を示す。埋葬施設は竪穴式石室で、後方部中央に構築される。この石室は盗掘に遭っているが、発掘調査では残存副葬品が検出されている。また前方部中央では埴輪片・壺形土器片の密集が認められており、特殊器台形埴輪片も検出されている。
築造時期は、古墳時代前期の3世紀後半頃と推定される。同時代の古墳のうちでは特に西求女塚古墳（兵庫県神戸市）と同形墳とされる。向日丘陵の首長墓群では五塚原古墳（前方後円墳）に次ぐ時期の築造に位置づけられるが、同古墳と質的な差異はないものの本古墳が前方後方形を採用する点で、五塚原古墳とは異なりヤマト王権に対して高い自立性を持った（王権との距離の置き方が一定でなかった）様子が指摘される。
古墳域は、2016年（平成28年）3月1日に国の史跡に指定されている（史跡「乙訓古墳群」のうち）。

## 遺跡歴
- 梅原末治の紹介、1919年（大正8年）の踏査で古墳と確認。当時は前方後円墳とされた（京都府史蹟勝地調査会）[4]。
- 1960年（昭和35年）3月、第1次発掘調査。墳丘測量・後方部および埋葬施設の調査、前方後方墳と判明（西谷真治ら京都大学）[3][4][6]。
- 1970年（昭和45年）7月、第2次発掘調査。前方部の調査（都出比呂志ら京都大学）[3][4][6]。
- 2006年度（平成18年度）、第3次発掘調査（向日市埋蔵文化財センター）[2]。
- 2007年度（平成19年度）、第4次発掘調査（向日市埋蔵文化財センター）[2]。
- 2008年度（平成20年度）、第5次発掘調査（向日市埋蔵文化財センター）[4]。
- 2009年度（平成21年度）、第6次発掘調査（向日市埋蔵文化財センター）[9]。
- 2010年度（平成22年度）、第7次発掘調査（向日市埋蔵文化財センター）。
- 2011年度（平成23年度）、第8次発掘調査（向日市埋蔵文化財センター）[10]。
- 2012年度（平成24年度）、第9次・第10次発掘調査（向日市埋蔵文化財センター）[11][7]。
- 2016年（平成28年）3月1日、国の史跡に指定（史跡「乙訓古墳群」のうち）[8]。

## 墳丘

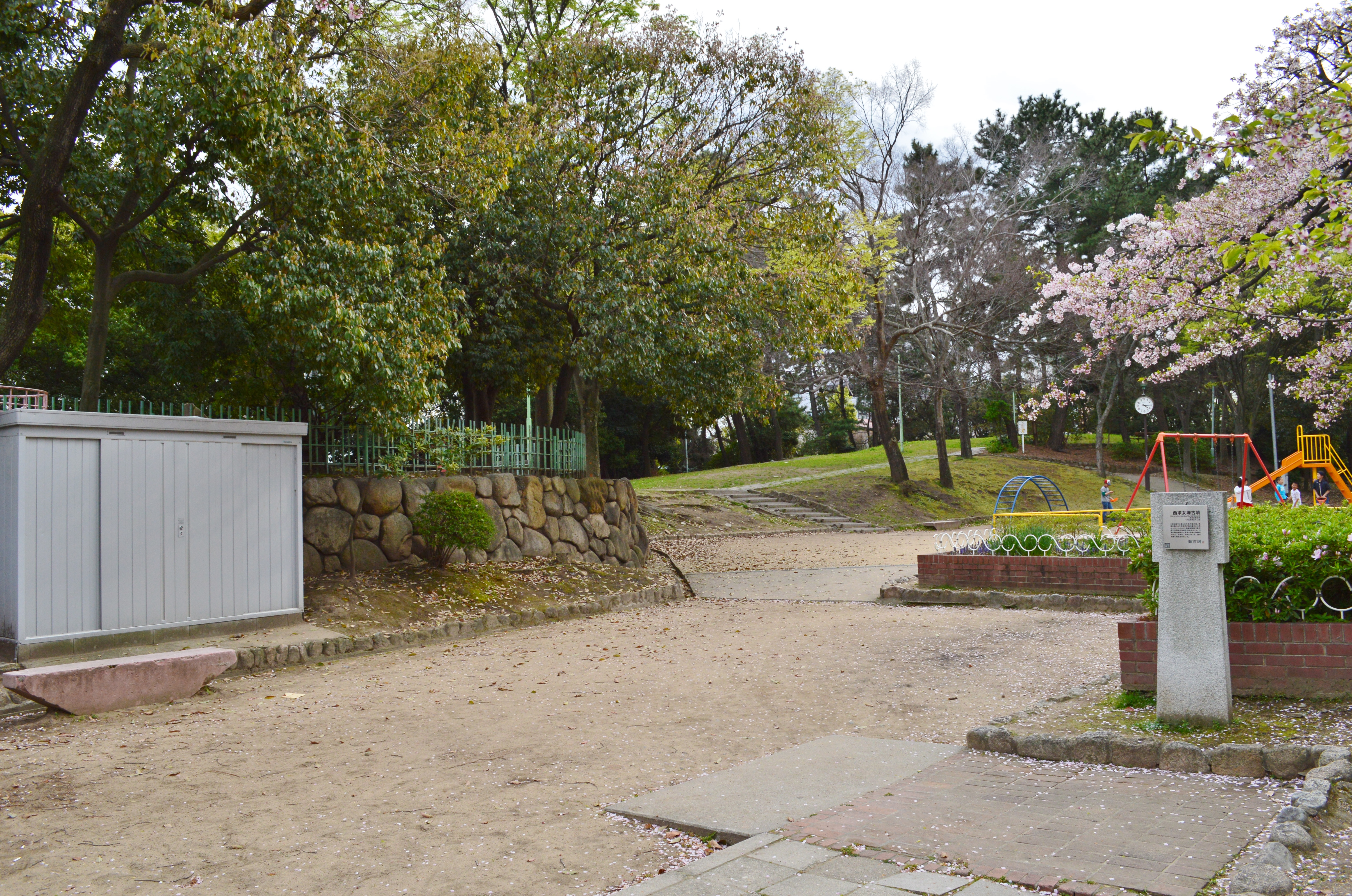
西求女塚古墳（兵庫県神戸市）元稲荷古墳と同形墳とされる。

墳丘の規模は次の通り（同形墳の西求女塚古墳（兵庫県神戸市）と合わせて記載）。
|              |              | 元稲荷古墳 | 西求女塚古墳 |
| ------------ | ------------ | ---------- | ------------ |
| 墳丘長       | 墳丘長       | 94m        | 98m          |
| 後方部       | 長さ         | 50m        | 52m          |
| 後方部       | 幅           | 50m        | 50m          |
| くびれ部幅   | くびれ部幅   | 23m        | 25m          |
| 前方部前端幅 | 前方部前端幅 | 47m        | 49m          |

墳丘の形状には、当時のヤマト王権の大王墓である箸墓古墳（奈良県桜井市）・西殿塚古墳（奈良県天理市）との類似が指摘される。このことから、墳丘造営に際しては箸墓古墳がモデルプランとされ、これに西殿塚古墳の技術も援用されたと指摘される。

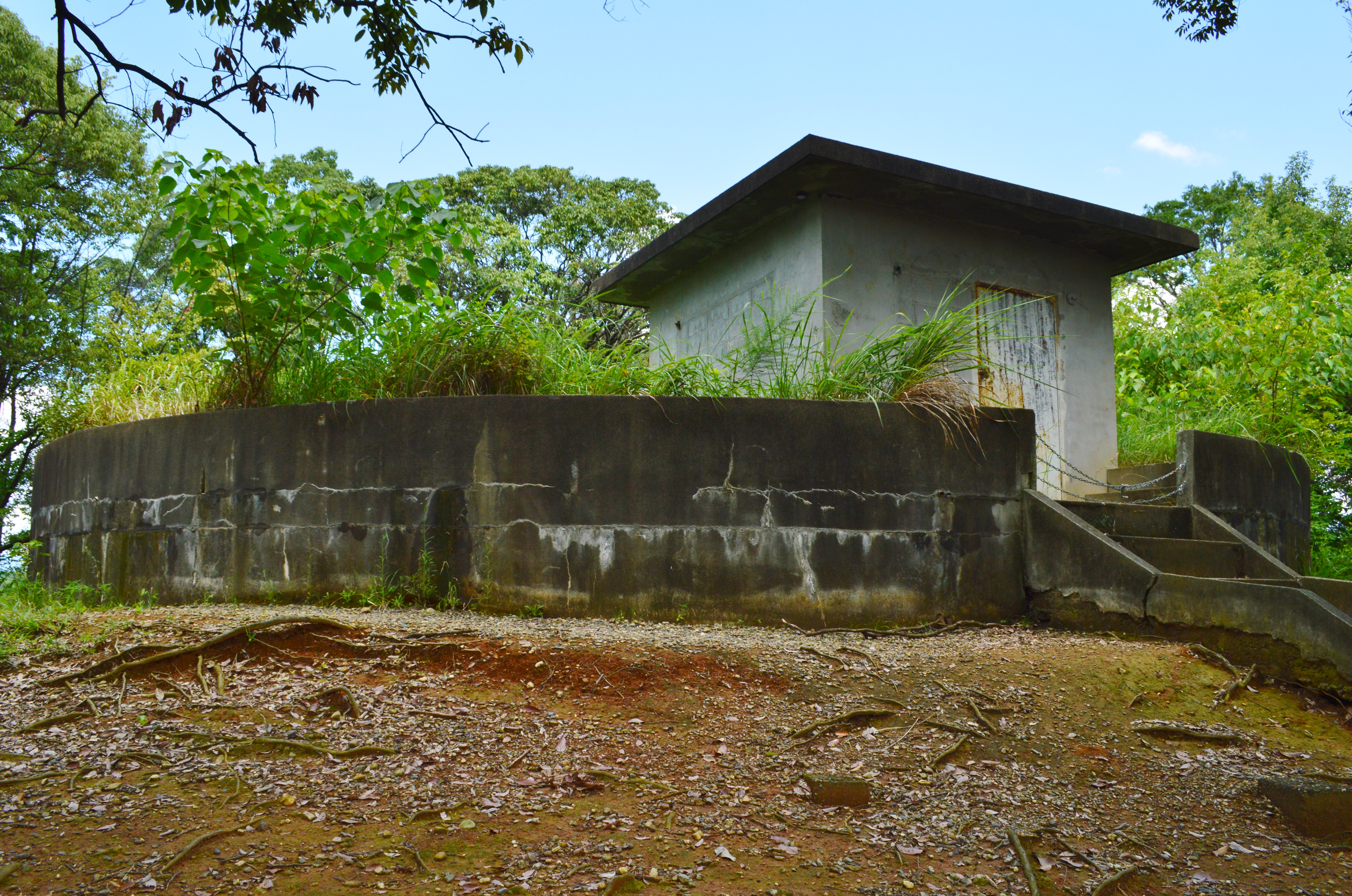
後方部墳頂
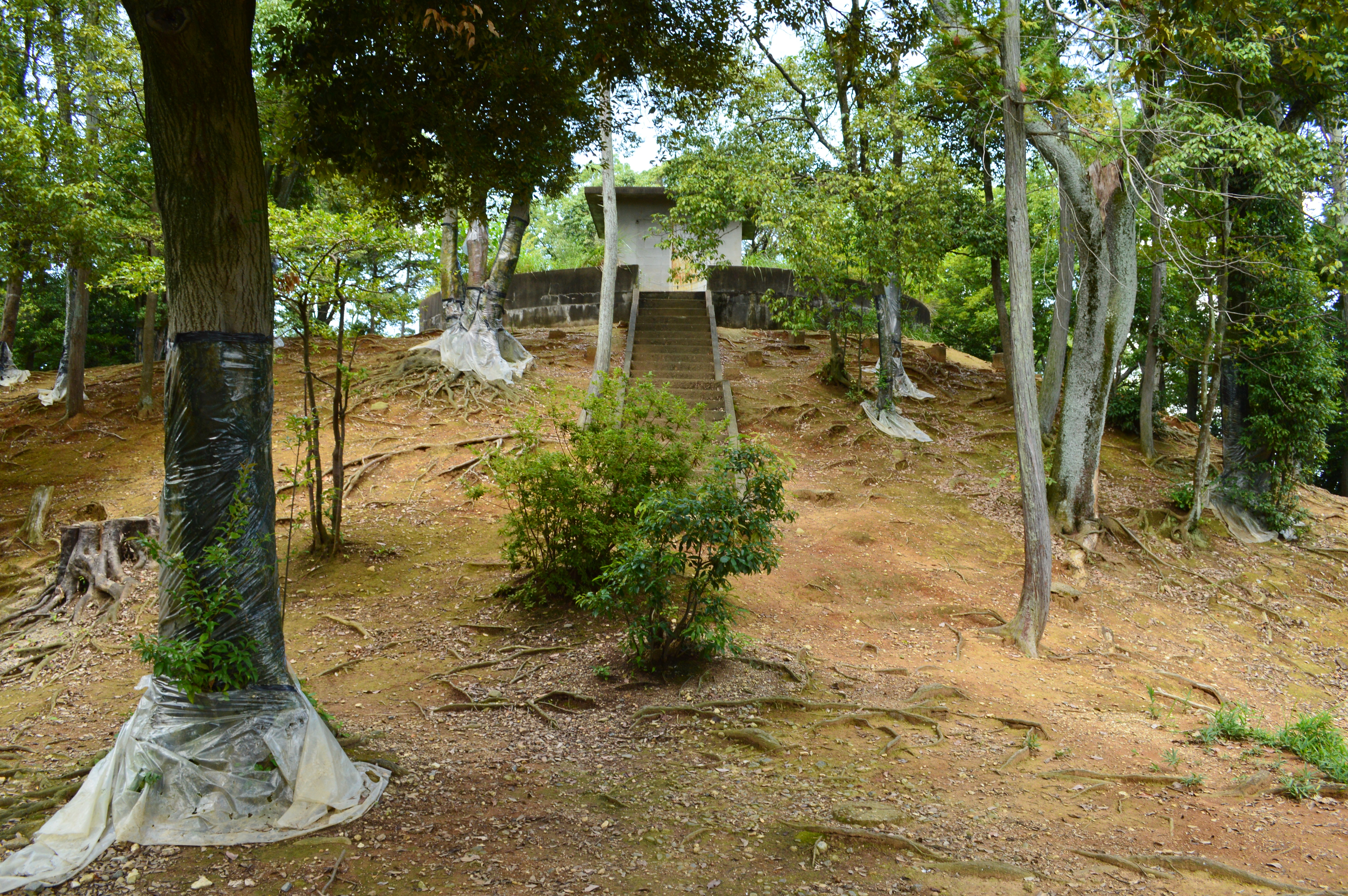
後方部墳丘
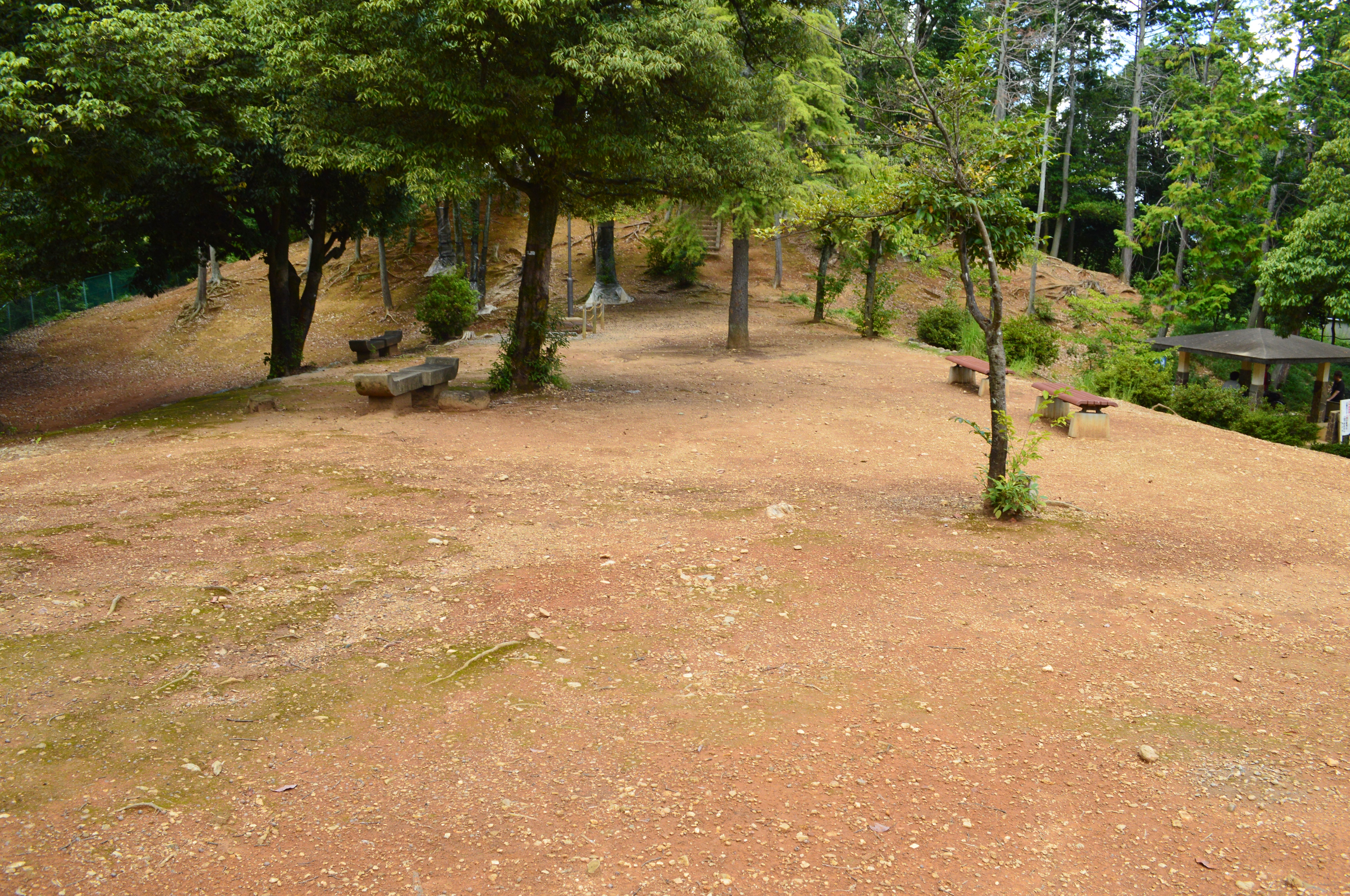
後方部（前方部から望む）
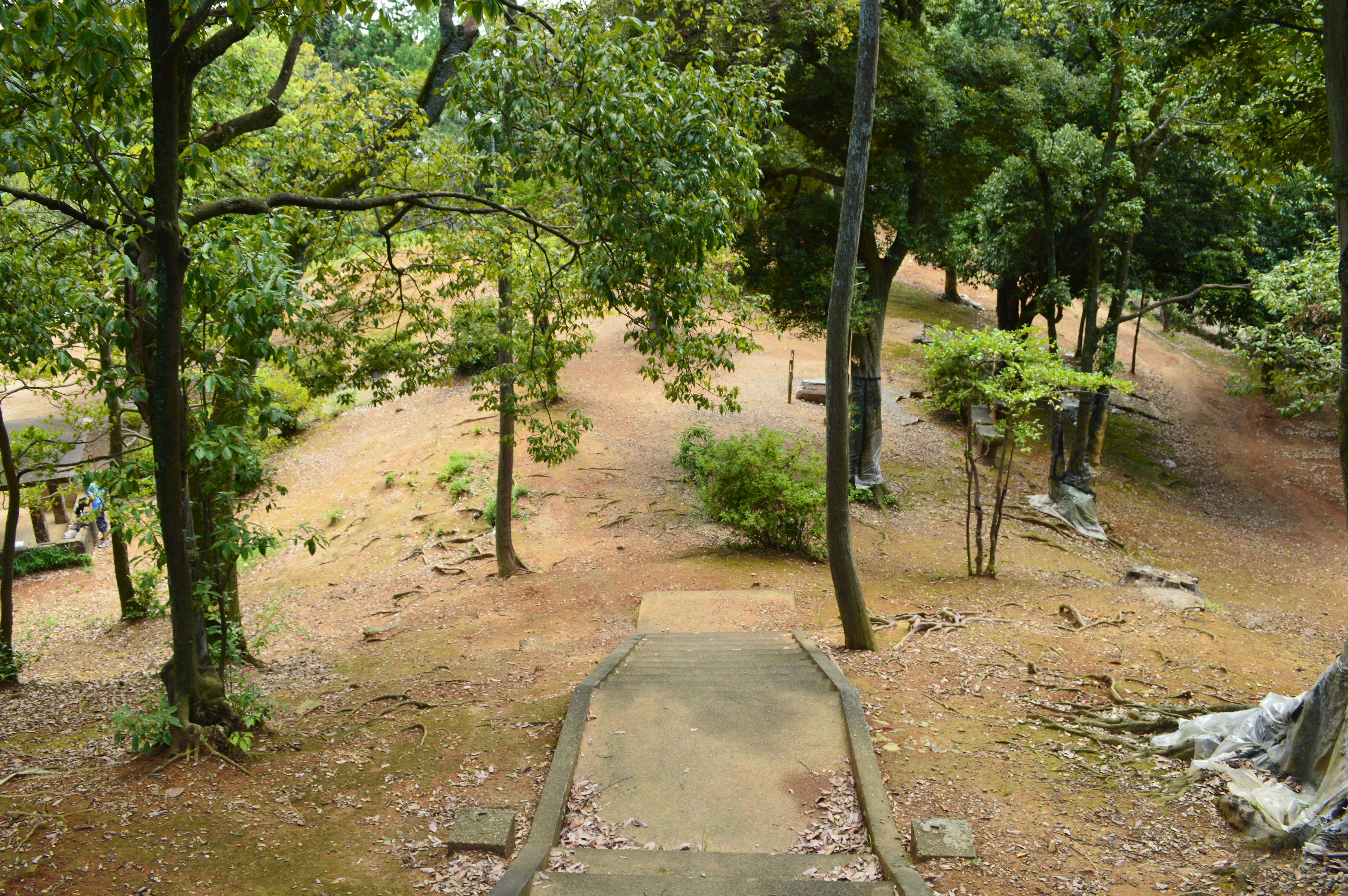
前方部（後方部から望む）
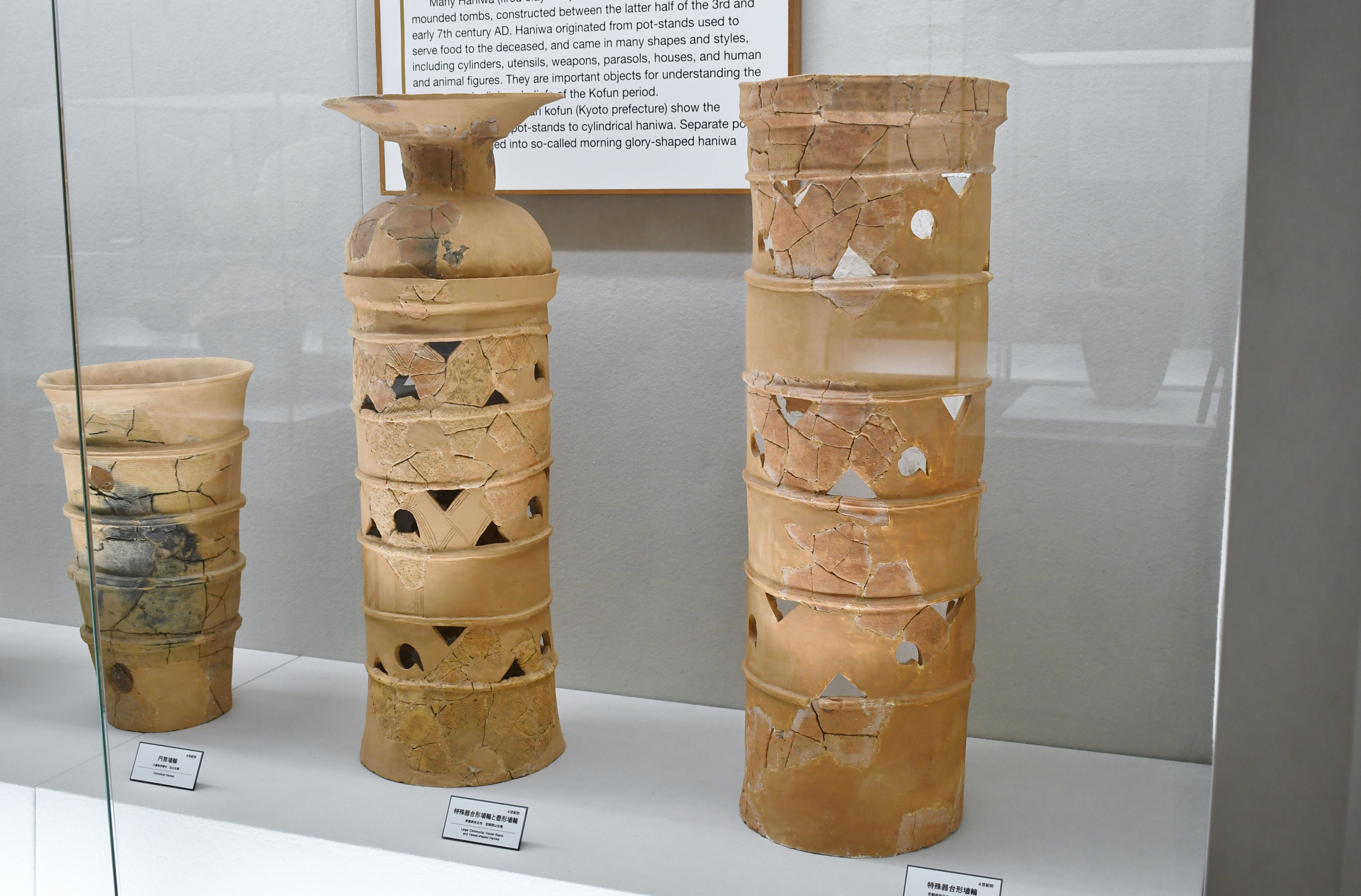
特殊器台形埴輪・壺形埴輪 京都大学総合博物館展示。

## 埋葬施設

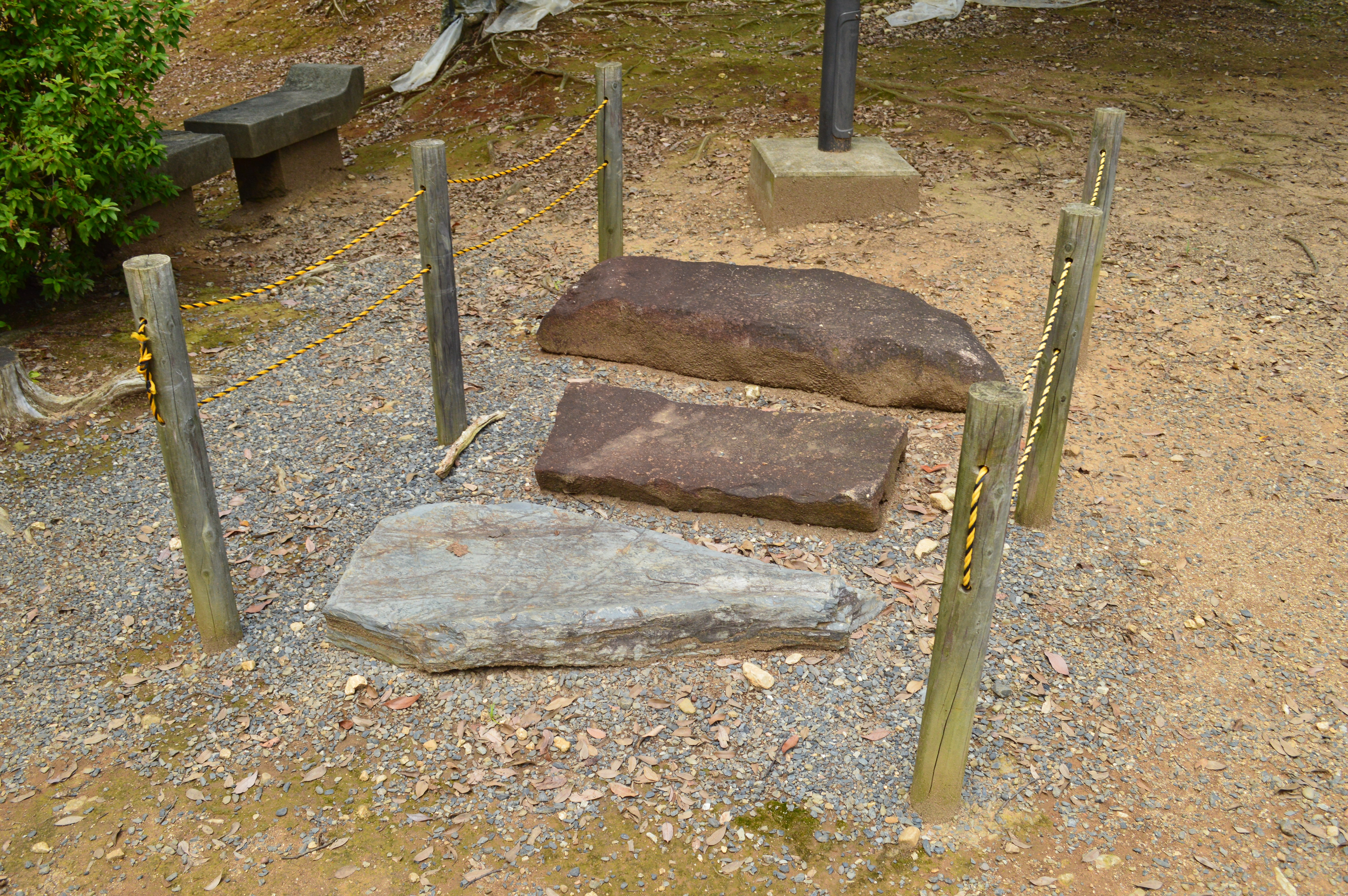
墳丘上の天井石残欠

埋葬施設には、後方部中央において竪穴式石室が使用されている。石室の主軸は墳丘主軸と平行の南北方向で、長さは南北5.56メートル、幅は北辺で1.32メートル・南辺で1.02メートル、高さは南端で1.9メートルを測る。基底部は前方部墳頂と同じ高さとする。床面は粘土床で、長方形壇の上に粘土層（朱を塗布）・板石敷とする。壁面は板石積みで、上半部を持送り合掌形（または家形）とする類例のない特徴を示す。壁上に架けた天井石は11枚。
石室内は盗掘に遭っているため、副葬品はほとんどが散逸している。発掘調査で検出された副葬品は次の通り。
- 銅鏃 1
- 鉄鏃 7片
- 鉄剣 2片
- 鉄刀 3片
- 刀子 3片
- 槍 1片
- 矛石突 2片
- 錐 1片
- 鉇 数片
- 鉄斧 1
- 土師器壺破片

## 文化財

### 国の史跡
- 元稲荷古墳（史跡「乙訓古墳群」のうち）
2016年（平成28年）3月1日、既指定の史跡「天皇の杜古墳」・「恵解山古墳」・「寺戸大塚古墳」の3ヶ所に元稲荷古墳など8基を追加指定、「乙訓古墳群」に名称変更[8]。

## 関連施設
- 京都大学総合博物館（京都市左京区吉田本町） - 元稲荷山古墳の出土特殊器台形埴輪を保管・展示。

## 関連文献
（記事執筆に使用していない関連文献）
- 『元稲荷古墳』向日市教育委員会〈向日市埋蔵文化財調査報告書第101集〉、2014年。
- 『元稲荷古墳』向日市埋蔵文化財センター〈向日丘陵古墳群調査研究報告第2冊〉、2015年。